# Buenavista, San Mateo Piñas
Buenavista är en ort i Mexiko.   Den ligger i kommunen San Mateo Piñas och delstaten Oaxaca, i den sydöstra delen av landet, 500 km sydost om huvudstaden Mexico City. Buenavista ligger 1 053 meter över havet och antalet invånare är 107.
Terrängen runt Buenavista är bergig norrut, men söderut är den kuperad. Runt Buenavista är det ganska glesbefolkat, med 23 invånare per kvadratkilometer. Närmaste större samhälle är Santa María Huatulco, 18,7 km söder om Buenavista. I omgivningarna runt Buenavista växer huvudsakligen savannskog.